# Strajiniće
Strajiniće (cyr. Страјиниће) – wieś w Serbii, w okręgu zlatiborskim, w gminie Sjenica. W 2011 roku liczyła 20 mieszkańców.